# Водяне (Сартанська селищна громада)
Водяне́ — село Сартанської селищної громади Маріупольського району Донецької області України. Відстань до Новоазовська становить близько 25 км і проходить переважно автошляхом Т 0519.

## Географія
У селі бере початок Балка Водинська.

## Новітня історія

### Російсько-українська війна
23 грудня 2016 року біля Водяного підрозділи ЗС України відбили спробу обстрілу з боку ДРГ терористів в кількості 8 осіб, один військовослужбовець зазнав поранення.
18 серпня 2017 року, внаслідок обстрілу опорного пункту ЗС України біля Водяного, один український військовослужбовець зазнав поранення.
29 жовтня 2020 року, внаслідок масованого ворожого обстрілу, загинули військовослужбовці 36-ї окремої бригади морської піхоти імені контр-адмірала Михайла Білинського Збройних сил України старший сержант Старостін Михайло Григорович та сержант Бондарюк Володимир Володимирович.
Надвечір 24 квітня 2021 року, близько 21 години, найманці країни-агресора здійснили обстріл населеного пункту Водяне, Маріупольського району із застосуванням забороненого Мінськими домовленостями озброєння. При цьому, було випущено 12 мін з мінометів калібру 120 мм, 4 міни з міномету калібру 82 мм та здійснено 12 пострілів з СПГ, у результаті чого було пошкоджено об'єкти критичної інфраструктури та приватні господарства. На щастя, минулось без жертв серед цивільних мешканців.

## Населення
За даними перепису 2001 року населення села становило 19 осіб, із них 15,79 % зазначили рідною мову українську та 84,21 % — російську.